# Azim Premji
Azim Premji est un entrepreneur indien. C'est l'un des hommes les plus riches du monde classé 48e fortune de la planète (19.1 milliards de dollars) par Forbes (2016).
Patron de Wipro, champion indien des services logiciels, il voyage pourtant en classe éco et roule en Ford Escort. Un train de vie d'une austérité légendaire pour ce propriétaire de 84 % des actions de Wipro, coté à Bombay et à New York.
En 1966, à 21 ans, la mort de son père l'oblige à interrompre ses études à Stanford pour reprendre l'entreprise familiale à Bombay.
Quarante ans plus tard, le chiffre d'affaires a bondi de deux millions de dollars à plus de 800 millions.
Premji a transformé la Western Indian Vegetable Products, qui fabriquait des savons et de l'huile de cuisine, en acteur mondial des services informatiques. Fidèle, il a conservé l'acronyme, Wipro. L'entreprise emploie aujourd'hui 158 000 personnes et compte parmi ses clients Sony, Alcatel, Nokia…

## Philanthropie

### La Fondation Azim Premji
En 2001, il fonde une organisation caritative portant son nom, qui œuvre principalement pour l'éducation en milieu rural. En décembre 2010, il s'engage à verser à cette fondation 2 milliards de dollars américains, via le transfert d'actions de Wipro. Il s'agit à l'époque du plus important don caritatif jamais effectué en Inde.
En mars 2019, il promet de transférer 34% supplémentaires des actions Wipro en sa possession, d'une valeur estimée à 7,5 milliards de dollars. Ce dernier montant porte l'ensemble de ses donations à la fondation à hauteur de 21 milliards de dollars,.

### The Giving Pledge
Il est le premier indien à rejoindre The Giving Pledge, la campagne lancée par Warren Buffet et Bill Gates encourageant les individus les plus riches du monde à reverser la majeure partie de leur fortune à des fins philanthropiques.